# 石楠 (石楠属)
石楠是蔷薇科石楠属下的一个种，分布于中国大陆中南部地区、台湾、日本、印度尼西亚等地，常生长在海拔1000-2500米的杂木林中。
花气味浓郁，不少人认为石楠花有精液的独特气味；萼管钟状5裂，雄蕊约20个；子房下位，2－4室，每室有胚珠1颗。果实为小型梨果，直径4－12 mm，内含种子1－4颗，颜色鲜红，数量很多，秋季成熟并能安然越冬，是某些鸟类的食物，包括鸫、太平鸟和椋鸟，这样种子可以通过鸟类粪便传播。
中国大陆部分城市种植石楠用于城市绿化、净化空气和吸附有害粉尘。但石楠花开花之际会散发出类似于人类精液的气味，部分市民提议移除石楠。

## 别名
凿木（中国种子植物科属辞典），千年红、扇骨木（南京土名），笔树、石眼树（江苏土名），将军梨、石楠柴（浙江土名），石纲（福建土名），凿角（广东土名），山官木（广西土名）。由於石楠開花有上述腥臭味，被昵称为“西伯利亚精子树”，或“淫树精花”。

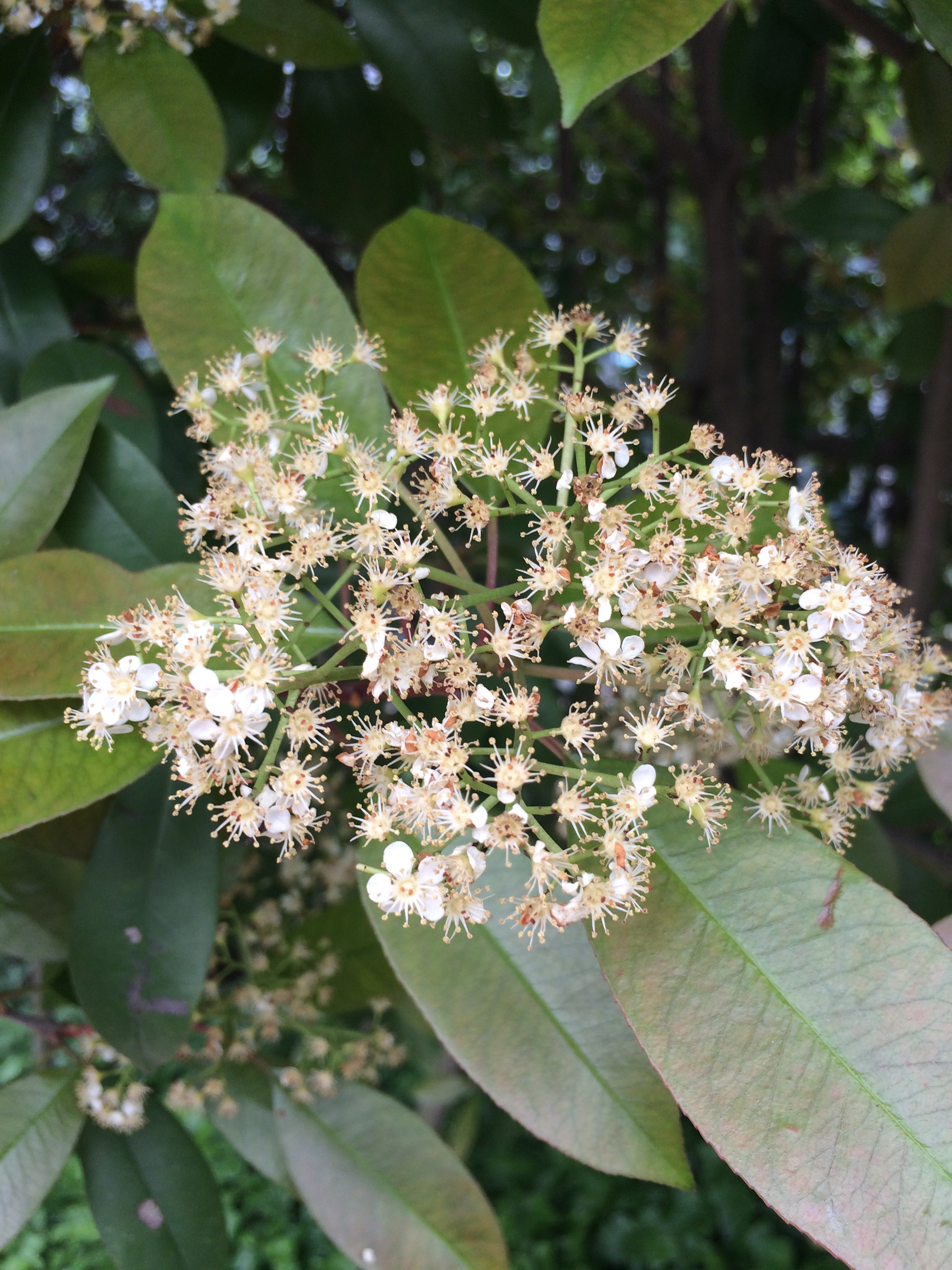
石楠花

## 变种
有三个变种：
- 石楠窄叶变种（Photinia serratifolia var. ardisiifolia），分布于台湾，生长在海拔850米处。叶片呈倒卵状椭圆形，革质。
- 石楠宽叶变种（Photinia serratifolia var. daphniphylloides），分布于台湾。叶片呈椭圆形或长圆倒卵形。
- 石楠毛瓣变种（Photinia serratifolia var. lasiopetala），分布于台湾。叶片呈倒卵披针形或匙状倒披针形。